# Pietro Colletta
Pietro Colletta (ur. 23 stycznia 1775 w Neapolu, zm. 11 listopada 1831 we Florencji) – neapolitański minister wojny i historyk.
W 1808 za rządów Murata został intendentem Kalabrii. W czasie wybuchu rewolucji 1820 wysłany w charakterze wicekróla do Sycylii, uśmierzył powstanie. Po interwencji austriackiej wezwany do Neapolu i w 1821 został ministrem wojny. W 1823 pozwolono mu osiedlić się we Florencji, 